# Японський окупаційний песо
Японське окупаційне песо (песо японського уряду) (англ. Peso) - окупаційна валюта, що випускалася в 1942-1945 роках Японською імперією для використання на окупованій в роки Другої світової війни території Філіппін.

## Історія
8 грудня 1941 року японські війська висадилися на острові Батан, а 10 грудня - на островах Камігуїн і Лусон. В результаті Філіппінської операції до червня 1942 року весь Філіппінський архіпелаг був окупований японськими військами.
У 1942 році було розпочато випуск банкнот японського уряду в песо і сентаво. Філіппінське песо з обігу не вилучався і продовжував обіг паралельно з окупаційними грошима. Перший випуск складався з банкнот номіналом в 1, 5, 10, 50 сентаво і 1, 5, 10 песо. У 1943 році були випущені нові варіанти купюр номіналом в 1, 5 і 10 песо, в 1944 році - 100 песо і 500 песо. Перед кінцем війни японці приступили до випуску банкнот номіналом 1000 песо. На всіх купюрах вказана серія «P» (Філіппіни)  .

## Див. Також
- Окупаційні гроші Японської імперії